# Dollars (tv-serie fra 2017)
Dollars er en amerikansk sæbeopera, der siden 2017 er blevet sendt på The CW og Netflix. Serien er lavet som en rekonstruktion af den originale serie Dollars fra 1980'erne, med samme titel og fiktive personer, men med en anden handling og virkning end den oprindelige. Den havde dansk premiere den 12. oktober 2017 på Netflix.